# Dychów (przystanek kolejowy)
Dychów – zamknięty przystanek kolejowy w Dychowie na linii kolejowej nr 365 Stary Raduszec – Bad Muskau, w powiecie krośnieńskim, w województwie lubuskim, w Polsce.